# 普蒂納區
普蒂納區（西班牙語：Distrito de Putina），是秘魯的一個區，位於該國東南部普諾大區的聖安東尼奧德普蒂納省，始建於1824年，面積1,021.92平方公里，海拔高度3,878米，2005年人口16,024，人口密度每平方公里16人。